# Luis Rodríguez de Miguel
Luis Rodríguez de Miguel (Zamora. 3 de juliol de 1910 - 19 d'abril de 1982) fou un jurista i polític espanyol, ministre en els últims governs del franquisme.

## Biografia
Després de llicencia-se en dret va ingressar en la carrera fiscal. En esclatar la guerra civil espanyola es va posar de part del bàndol nacional i en acabar la contesa fou nomenat governador civil de les Illes Balears i de Guipúscoa.
En 1944 fou nomenat Director general de Correus, càrrec que va deixar en 1956 quan fou nomenat sotssecretari del ministeri de la Governació, presidit aleshores per Camilo Alonso Vega. Va ocupar el càrrec fins a 1969. Des de 1955 fou procurador en Corts per l'Organització Sindical. Alhora també era president del Congrés de la Unió Postal de les Amèriques i Espanya.
El 3 de gener de 1974 fou nomenat Ministre de l'Habitatge en el primer govern de Carlos Arias Navarro, i continuà en el càrrec fins a la mort de Franco i la desfeta del XV Govern en desembre de 1975. Aleshores deixà la política i se centrà en la carrera jurídica. El febrer de 1980 fou nomenat fiscal general del Tribunal Suprem d'Espanya, càrrec que va ocupar fins a la seva mort en febrer de 1982.